# Las Torres (estación de tren ligero)
Las Torres es una estación del Tren Ligero de la Ciudad de México de tipo superficial. Su nombre proviene de la cercana avenida de Las Torres y esta a su vez de las torres de alta tensión que la recorren. Su logo representa una torre de alta tensión.

## Rehabilitación y Mantenimiento Mayor
La estación se encontraba fuera de servicio desde el 1 de julio de 2019, debido a que se realizó una rehabilitación mayor del sistema, ya que se hizo el cambio de vías que permanecieron desde mediados de la década de 1890, cuando eran usados para la extinta ruta de tranviás que recorrían lo que hoy es el Tren Ligero. Las obras culminaron el 31 de diciembre de 2019.